# Болтасёва, Александра Евгеньевна
Александра Евгеньевна Болтасёва (англ. Alexandra Boltasseva; род. 11 января 1978, Канаш) — российский и американский физик, заслуженный профессор электротехники и вычислительной техники (Ron and Dotty Garvin Tonjes Distinguished Professor of Electrical and Computer Engineering) Университета Пердью. Доктор философии (PhD) по электротехнике. Член IEEE, MRS, NAI, OSA, SPIE.

## Биография
Родилась и выросла в городе Канаш (Чувашия) в семье инженеров. Отец — инженер-электрик, мать имеет диплом в области прикладной математики и работала с первыми компьютерными системами в родном городе. Окончила бакалавриат (1999) и магистратуру (2000) факультета общей и прикладной физики МФТИ, исследовательские проекты выполняла в Лаборатории инжекционных лазеров Физического института имени П. Н. Лебедева РАН. В сентябре 2000 года поступила в аспирантуру Датского технического университета, где в 2004 году под руководством профессора Сергея Божевольного защитила диссертацию на тему «Integrated-Optics Components Utilizing Long-Range Surface Plasmon Polaritons» и получила степень PhD in Electrical Engineering.
В 2002-2005 годах работала в двух стартапах в области фотоники (Micro Managed Photons и Alight Technologies), после чего вернулась в Датский технический университет в качестве постдока, а затем доцента (2007—2010). C 2008 года преподает в Университете Пердью, с 2016 года — профессор. Также c 2011 года занимает должность адъюнкт-профессора DTU.
В 2009-2012 годах — приглашенный профессор Университета Эрлангена-Нюрнберга.
В 2016—2021 годах — главный редактор журнала Optical Materials Express Американского оптического общества.

## Исследования
Специализируется на исследованиях в нанофотонике, оптических метаматериалах и нанотехнологиях, уделяя особое внимание материалам для плазмоники и нанофотонных технологий, наноразмерной оптике, нанолитографии, нанопроизводству и выращиванию материалов. Центральная тема исследований — поиск новых способов применения плазмонных и нанофотонных устройств.

## Членство в организациях
- член Оптического общества Америки (OSA, 2015) — за выдающийся вклад в нанофотонику и новые плазмонные материалы[5].
- член Общества оптики и фотоники (SPIE, 2017) — за достижения в области плазмонных материалов[6].
- член Института инженеров электротехники и электроники (IEEE, 2020) — за исследование новых материалов для плазмонных и нанофотонных устройств[7].
- член Национальной академии изобретателей (NAI, 2020)[8].
- член Общества исследования материалов[англ.] (MRS, 2021) — за вклад в плазмонные и оптические метаматериалы, в том числе плазмонные волноводы для микросхем, высокотемпературную нанофотонику, оптические структуры с чрезвычайно низким показателем преломления и настраиваемую плазмонику[9].

## Награды
- 2011 — Список «35 лучших инноваторов в возрасте до 35 лет» журнала MIT Technology Review[англ.][10]
- 2013 — Премия «Выдающийся начинающий исследователь» Общества исследования материалов[англ.][11]
- 2013 — Премия «Молодой исследователь» Общества фотоники IEEE[англ.][12]
- 2018 — Финалист Премии Блаватника для молодых учёных[13]
- 2020, 2021 — Высокоцитируемый исследователь (Highly Cited Researcher) по версии Web of Science[14]
- 2022 — Стипендия Гуггенхайма[15][16]
- 2023 — Премия Р. В. Вуда

## Семья
Муж — Владимир Михайлович Шалаев, к.ф.-м.н., заслуженный профессор Университета Пердью.

Старшая сестра — Маргарита Евгеньевна Соловьянова, к.филос.н., преподаватель Казанского филиала РАНХиГС.